# دزدک علیا
دزدک علیا، روستایی از توابع بخش رستم شهرستان رستم در استان فارس ایران است.

## جمعیت
این روستا در دهستان رستم دو قرار دارد و براساس سرشماری مرکز آمار ایران در سال ۱۳۸۵، جمعیت آن ۲۴۶ نفر (۵۴خانوار) بوده‌است.